# Pseudo-Sisberto de Toledo
Pseudo-Sisberto de Toledo es el apelativo que se usa para el autor de algunas obras literarias del período antiguo en la península ibérica.
Estas obras de han relacionado con el autor Sisberto de Toledo, pero se ha determinado que éstas no son de su autoría. 
Las obras son:  . Lamentum poenitentiae (Lamento de la penitencia), Exhortatio penttendi (Exhortación a la penitencia) y Oratio pro correpttone vitae (Oración para la corrección de la vida) flenda semper peccata.

## Obras
El autor de estas tres Obras es desconocido. Estos escritos aparecen por lo general en la tradición manuscrita juntos y de forma anónima, sin embargo, en numerosas ocasiones se le ha atribuido a Isidoro de Sevilla. Tal motivo de la falsa atribución, se debe a que en algunos manuscritos las obras se copian a continuación de los Synonyma del obispo hispalense, obra con la cual además guarda una estrecho parecido desde el punto de vista temático. Esta proximidad física y temática llevó a pensar en el obispo de Sevilla como el autor de estos tres escritos, si bien hoy en día la autoría isidoriana está descartada.
Es el Lamentum poetentiae el que lleva a nuevas conjeturas a Pérez de Urbel, En esta obra un personaje se encuentra encarcelado por un delito cometido y pide perdón por su falta y sus pecados, mientras se acusa de su propio comportamiento declarándolo fruto de la distracción y la ignorancia. El tema y la calidad de los textos han hecho pensar que se trata de páginas elaboradas por un sujeto de alto nivel social, duramente castigado por sus culpas y oprimido por el temor a las penas del más allá: tal condición se adecuaría bien con la del depuesto Sisberto. Sisberto fue un arzobispo de Toledo, sucesor de Julián, que rigió la diócesis entre el 690 y el 693, cuando el XVI Concilio de Toledo lo depuso al ser acusado de alta traición. Y se puede leer en el número nueve de los cánones del concilio, la deposición y destierro de Sisberto, sin que pueda comulgar más que a la hora de la muerte, excepto si la piedad del rey lo perdonará antes.
Estos escritos son de apreciable valor literario (construcciones retóricas y poéticas) y espiritual, La tradición manuscrita es antigua y buena; la casi totalidad de los códices que las contienen transmiten conjuntamente las tres obras. Hoy en día es frecuente encontrar el nombre de pseudo-Sisberto, incluso Sisberto a secas, relacionado con estos textos, con todo, la atribución a Sisberto no deja de ser una conjetura de que la obra parte de una situación real vivida por el autor, lo que ha sido puesto en duda por algún estudioso, pues las producciones literarias no reflejan necesariamente los hechos reales.